# ハモンド内閣
ハモンド内閣（ハモンドないかく）は、グリーンランド（デンマーク自治領）の自治政府の内閣である。2013年3月26日に進歩党・連帯党・イヌイット党の間で連立協定が締結された。
グリーンランド自治政府初の女性首相による内閣である。2013年11月にはイヌイット党が連立を離脱し、これに伴い行われた内閣改造で住宅・自然・環境大臣が、住宅大臣と自然・環境大臣に分割された。
2014年9月30日にアレカ・ハモンド首相が自身の公的資金に関するスキャンダルで辞任し（同日以降はキム・キールセンが首相代行）、その後行われた総選挙後に第1次キールセン内閣が成立した。
| 氏名                           | 役職                 | 所属政党     | 備考               |
| ------------------------------ | -------------------- | ------------ | ------------------ |
| 首相兼外務大臣                 | アレカ・ハモンド     | 進歩党       | 女性               |
| 住宅・自然・環境大臣           | Miiti Lynge          | イヌイット党 | 女性、～2013年11月 |
| 住宅大臣                       | Siverth K. Heilmann  | 連帯党       | 2013年11月～       |
| 自然・環境大臣                 | キム・キールセン     | 進歩党       | 2013年11月～       |
| 財務・国内問題大臣             | Vittus Qujaukitsoq   | 進歩党       |                    |
| 漁業・狩猟・農業大臣           | Karl Lyberth         | 進歩党       | ～2014年1月        |
| 漁業・狩猟・農業大臣           | Finn Karlsen         | 進歩党       | 2014年1月～        |
| 鉱物・産業大臣                 | Jens-Erik Kirkegaard | 進歩党       |                    |
| 保健・インフラ大臣             | Steen Lynge          | 連帯党       |                    |
| 家族・法律・司法部門大臣       | Martha Lund Olsen    | 進歩党       | 女性               |
| 教育・教会・文化・男女平等大臣 | Nick Nielsen         | 進歩党       |                    |